# Jöns Bonde (1577–1642)
Jöns Tordsson Bonde, född 30 november 1577 i Rackeby församling, död 1647 i Rackeby församling, var en svensk godsägare.

## Biografi
Jöns Tordsson Bonde föddes 1577 på Stensholm i Rackeby socken. Han var son till slottsloven Tord Bonde av släkten Bonde och Cecilia Urne. Bonde rymde när han fadern fängslades i Danmark och återkomm först 1620, då han fick sin fars förverkade gods. Han blev 1633 landshövding över Värmland och Dal. Bonde avled 1647 på Stensholm i Rackeby socken och begravdes 24 augusti samma år i Rackeby kyrka.

### Egendom
Bonde ägde gårdarna Stensholm i Rackeby socken, Sund i By socken och Oretorp i Vinslövs socken.

### Familj
Bonde gifte sig efter 1604 med Helena Daa (1573–1649), dotter till hovjunkaren Jörgen Erikssen Daa och Kristen Joachimsdotter Beck i Danmark. De fick tillsammans barnen kammarherren Göran Bonde (1607–1632), Christina Bonde (född 1611) som var gift med landshövdingen Anton Johan Niertoh i Nöteborgs län, assessorn Tord Bonde (1614–1693) i Göta hovrätt och Cecilia Bonde (1618–1697) som var gift med landsdomaren Magnus Swawe.